# Castell de Pop
Castell de Pop es el sexto álbum de Baby Scream, publicado en noviembre de 2022 a través del sello independiente Exile Records, subsidiario de la revista musical española Exile SH Magazine, tras ser grabado en varias sesiones entre octubre y noviembre de 2021, primero en Studio 4 de Valencia y después en Perestroika Studios de Rosario, perteneciente al productor argentino Nick Schinder que realizó los arreglos y las mezclas definitivas.
El diseño de la portada y contraportada fue de Teodolina Sáenz con imágenes de Chals Roig, realizadas en el pueblo alicantino Murla al haberse inspirado la composición de sus melodías en el espacio urbano de la calle "Castell de Pop" en el barrio valenciano de Nazaret, cuyo nombre está vinculado históricamente con la fortificación del siglo XII del mencionado pueblo del Valle de Pop.
Con antelación a la publicación del álbum, se editaron tres sencillos “Explosions”, “Here” y “Chillin” y contando con la participación del músico canadiense Ky Anto en la canción “Back Home”.
Entre las críticas que se han publicado, se ha escrito del disco que es “una sincronía, aunque distante en el tiempo, con la obra de Chris Bell, y a la que se sumarían conexiones cósmicas con nombres como Paul Westerberg, Alex Chilton, Radiohead, Elliott Smith, Bob Dylan, John Lennon”, que “es un espejismo que te hipnotiza, una nebulosa en la que puedes flotar indefinidamente”, que “es sosiego sonoro que suena a libertad lejos del estruendo terrenal”,  o que es "un músico consumado, que sabe plasmar en sus composiciones el amplio abanico de sentimientos que el ser humano puede experimentar".

## Lista de canciones
1. "Castaway"
2. "Kill Your Idols"
3. "Back Home"
4. "Chillin'"
5. "The Hurt And The Weak"
6. "Explosions"
7. "Panic Room"
8. "Here"
9. "Castell De Pop"
10. "Spirits"

## Personal

### Formación
- Juan Pablo Mazzola – Compositor, vocalista, guitarra, órgano, bajo, percusión.

### Participantes
- Nick Schinder – Producción y arreglos
- Ky Anto – Guitarra